# 1938 Stock
1938 Stock — тип электровагонов метрополитена для Лондона с округлым дизайном, максимально использующим просвет тоннеля. Их главной отличительной характеристикой является способность преодолевать тоннели диаметром 13 футов (около 4 м, точные диаметры тоннелей на разных линиях могут отличаться). Всего на предприятиях Metro-Cammell и Birmingham RC&W был построен 1121 вагон. Поезда эксплуатировались в лондонском метро до 1988 года. За это время они работали на линиях Бейкерлоо, Северной, Пикадилли, Восточной и Центральной линии. Десять поездов были капитально отремонтированы и курсировали по Островной линии на острове Уайт под наименованием класс 483, что сделало их старейшими поездами в расписании движения пассажирского подвижного состава в сети национальных железных дорог на момент их вывода из эксплуатации в январе 2021 года. Данная серия электропоездов представляла собой крупный технический прорыв. Электрооборудование впервые было размещено под полом. Все предыдущие модели электропоездов оборудовались большими отсеками для размещения оборудования, расположенными за кабинами в моторных вагонах, что существенно уменьшало пространство, доступное для пассажиров (приблизительно на треть).

## Составность
Всего производилось четыре типа вагонов, один из которых выпускался в двух вариантах:
- Головной моторный вагон (англ. Driving Motor, DM) — 42 пассажирских места, плюс 2 откидных[2]
  - «A» DM — головные вагоны, ориентация на север/запад[3]; твёрдый центральный буфер.
  - «D» DM — хвостовые вагоны, ориентация на юг/восток[3]; подпружиненный центральный буфер.
- Промежуточный моторный (англ. Non-Driving Motor, NDM) — 40 мест[2], без управления движением и дверьми.
- Специальный промежуточный моторный вагон (англ. Special Non-Driving Motor, SNDM) — только органы управления дверьми.
- Промежуточный прицепной вагон (англ. Trailer, T) — 40 мест[2], без двигателей и органов управления.

Минимальное число вагонов в составе поезда — два (только головные вагоны), максимальное — восемь (два головных и шесть промежуточных).

## Девятивагонные поезда метро
В рамках программы по заказу и производству вагонов метро 1935—1940 гг. на Северной линии планировалось ввести девятивагонные поезда из вагонов метро 1938 серии. Вагоны для этой линии изначально нумеровались иначе, чем аналогичные вагоны, поставляемые на другие линии: первая цифра «1» была заменена на «9».

Предположительная составность поездов из девяти вагонов выглядела бы так: 
 где DM — одинаковые головные моторные вагоны.
В связи с сокращением запланированных расширений Северной линии и Бейкерлоо, а также необходимостью заказа дополнительных составов для пополнения парка подвижного состава (поездами 1949 Stock) в начале 1950-х годов вагоны были перенумерованы. У головных моторных вагонов (DM), промежуточных прицепных (T), а также у двадцати восьми из тридцати NDM цифра 9 была заменена на 1. Таким образом, нумерация вагонов DM стала 10324—10333, 11324—11333, промежуточных прицепных — 012389—012408, промежуточных моторных (NDM) — 12029—12054, 12056—12057. Вагоны NDM 92055 и 92058 вместе со всеми двадцатью модулями SNDM были переоборудованы в прицепные моторные вагоны без кабин управления (англ. Uncoupling Non-Driving-Motors, UNDM). Вагоны данного типа вместо кабин оснащены шкафами маневрового управления. При этом, двадцати двум вагонам, переоборудованным в UNDM, были изменены номера на 30000—30021.